# 笹野美紀恵
笹野 美紀恵（ささの みきえ）は、日本のモデル・実業家。

## 経歴
静岡県出身。アメリカ合衆国の高校・大学を卒業、マーケティングについて学ぶ。現地でスカウトされ帰国後にモデル活動を開始、2008年にはミス・インターナショナルのファイナリストとなり美の親善大使に任命される。2011年に株式会社ONE BLOWを設立。
2014年4月に明治大学専門職大学院に入学し、経営管理修士（専門職）を取得。在学中の2015年から活動の主軸をプロデュース業に移行。「サウナの聖地」とも呼ばれる実家の「サウナしきじ」など、飲食・宿泊施設・温浴施設のプロデュースを行っている。

## 出演

### モデル出演
2008年
- PINKY（雑誌モデル）
- オートファッション（雑誌モデル）
- CLASSY.（雑誌モデル）
- EXE（雑誌モデル）
- 恋する浴衣（雑誌モデル）
- 三愛（カタログ専属モデル）
- Fashion Show TABU（ショーモデル）

2009年
- FUJIFILUM（広告モデル）
- 東京ディズニーランド（広告モデル）
- 笑っていいとも!（浴衣モデル）
- ヘアandビューティー（専属モデル）
- oggi（美容モデル）

2010年
- 睫毛エクステ専用店「est」（専属広告モデル）

2011年
- Yahoo!（美容モデル）
- U-side（ネット美容モデル）

2013年
- ASAKUSA WEDDING（広告モデル）

2014年
- 7th seven（専属webモデル）
- 北青山ランニング（年間広告モデル）

2015年（ここから本格的に企画・プロデュースに転任）
- NEXT GATE COLLECTION（ショーモデル・ゲスト出演）
- C-CHANNEL（プロデューサー・専属モデル）

### 取材・特集など
2014年
- 美容雑誌『美的』（特集掲載）

2015年
- web『BARFOUT』（インタビュー掲載）

2017年
- サウナ専用ウェブマガジン『サウナー』（独占取材記事）
- 『RUN-WAY Wakers』（独占取材）
- 週刊雑誌『SPA!』（取材掲載）
- 国際雑誌『ELLE』（取材掲載）
- 女性雑誌『美的』（コラム連載）

2019年
- 『UOMO』（取材・対談掲載）
- 米国新聞「JAPAN TIMES」（独占取材）

2018年
- 『人生が楽になる 達人サウナ術』（取材掲載）

2020年
- 『UOMO』（取材・対談掲載）
- 『CREA』（特集掲載）
- 静岡新聞（特集記事）
- 『女性セブン』（特集掲載）

### CM
2009年
- サントリー『ザ・カクテルバー』
- HONDA

### テレビ
2014年
- 日本テレビ『特番ナンバーワンオンリーワン』（インタビュー）
- TBSテレビ『おーくぼんぼん』（インタビュー）

2016年
- TBSテレビ『Nスタ』（ゲスト取材）

2017年
- 朝日放送『おはよう朝日』（プロデューサー・出演者）

2018年
- 旅チャンネル『ご褒美温泉』（特別出演・独占取材）

2019年
- テレビ東京『サ道』（6・9話） - 本人役として出演。

2020年
- 静岡第一テレビ『銀シャリの旅はナビまかせ』（特別出演）
- 日本テレビ『シューイチ』
- テレビ東京『ソレダメ!〜あなたの常識は非常識!?〜』

### ラジオ
2015年
- Inter FM『TALKIN' ON SUNDAY』 - ゲスト出演

2017年
- SBSラジオ『聞くディラン』 - ゲスト出演

### Web
2014年
- 輝き女子（web特集出演）
- iDive×社長（インタビュー掲載）
- 朝時間.jp（インタビュー掲載）

2015年
- ゆかし（取材出演）

2020年
- ガジェット通信（特集掲載）

### PV
2013年
- GILLE「GIRLS」

## 著書
2020年
- 『女はサウナで生まれ変わる 読むサウナ美人』（主婦の友社、木村昭子との共同監修、絵：まんきつ）
- 『サウナしきじ』（開発社、監修）
- 『キレイをかなえる「しきじの娘」の速効サウナ美容』（主婦の友社）

## 活動・プロデュース業
2013年
- 蕎麦スナック・バー・ラウンジ「紅～べに～」（店舗プロデュース）
- 株式会社イートウォーク（新店舗プロデュース）
- JASDAQ 株式会社アスコット（プロモーション業務委託）
- 株式会社ミロク情報サービス（無料節約アプリ「節約カネ子」のプロデュース等）

2014年
- 自社製品、魅せる煙管「OIRAN」（商品プロデュース）
- 日本サウナー協会（アンバサダー就任）
- 岩盤浴・ヨガスタジオ「シンプル」（特別講師）

2015年
- スマートフォン向けアプリ「C CHANNEL」（専属モデル兼プロデューサー）
- 海の家くまざわや（女性向け企画プロデュース）
- 千代田区観光協会（イベント「スパ錦」をプロデュース）

2016年
- スパイス専門店「Kanda Spice Market」（屋台店舗プロデュース）
- 女性専用シェアオフィス「CRAFT  SHARE OFFICE」（企画、プロモーション）
- グランピング施設「うさみBBQガーデン」（企画、商品開発プロデュース）
- カレーにあるビール「Curry Lover Ale」（企画）

2017年
- 株式会社ラフィネ運営「リスパ印西」（プロモーション）
- 宿泊施設「CharinCo Hostel」（企画・総合プロデュース）
- 株式会社HARIO商事（商品プロモーション、イベントブランディング等）
- カフェ「LATTEST」（トータルプロデュース）
- レストラン「古民家さんかい亭」（トータルプロデュース）

2018年
- 東京都・農林水産省「Tokyo Lovers」（ブランディング、モデル出演）
- 宿泊施設「オーベルジュホテル. En The Garden」（企画、ブランディング）
- 大塚製薬株式会社（ポカリスエットとサウナしきじのコラボレーション企画）

2019年
- 澳オリーブ農園（インバウント・PR対策公演）
- 静岡県商業開発温浴（アドバイス・PR担当）
- 株式会社ハリオ商事（商品開発企画・プロデュース）
- 自社商品「TO BE」を発売

2020年
- 飲食店「串サスpinchos」銀座店舗（店舗プロデュース）
- 株式会社HARIO商事（商品共同開発）

2021年
- 実家サウナしきじ原点に温浴施設のプロデュース開始（温浴施設プロデュース）

2022年
- 京都 moksaホテルのコンセプト型サウナプロデュース（温浴施設プロデュース）

2023年
- 滋賀県 別邸九の蔵サウナプロデュース（温浴施設プロデュース）
- 山梨 ペットと泊まれるサウナ施設プロデュース（温浴施設プロデュース）
- 宮崎 大貫診療所に併設したサウナプロデュース（温浴施設プロデュース）

## 外部サイト
- HOME | ONEBLOW CO.,ltd.
- 京都「moksa」
- 滋賀「別邸九」
- 山梨「GOAT」